# Weil im Schönbuch
Weil im Schönbuch ist eine Gemeinde in Baden-Württemberg, die zum Landkreis Böblingen gehört.

## Geografie

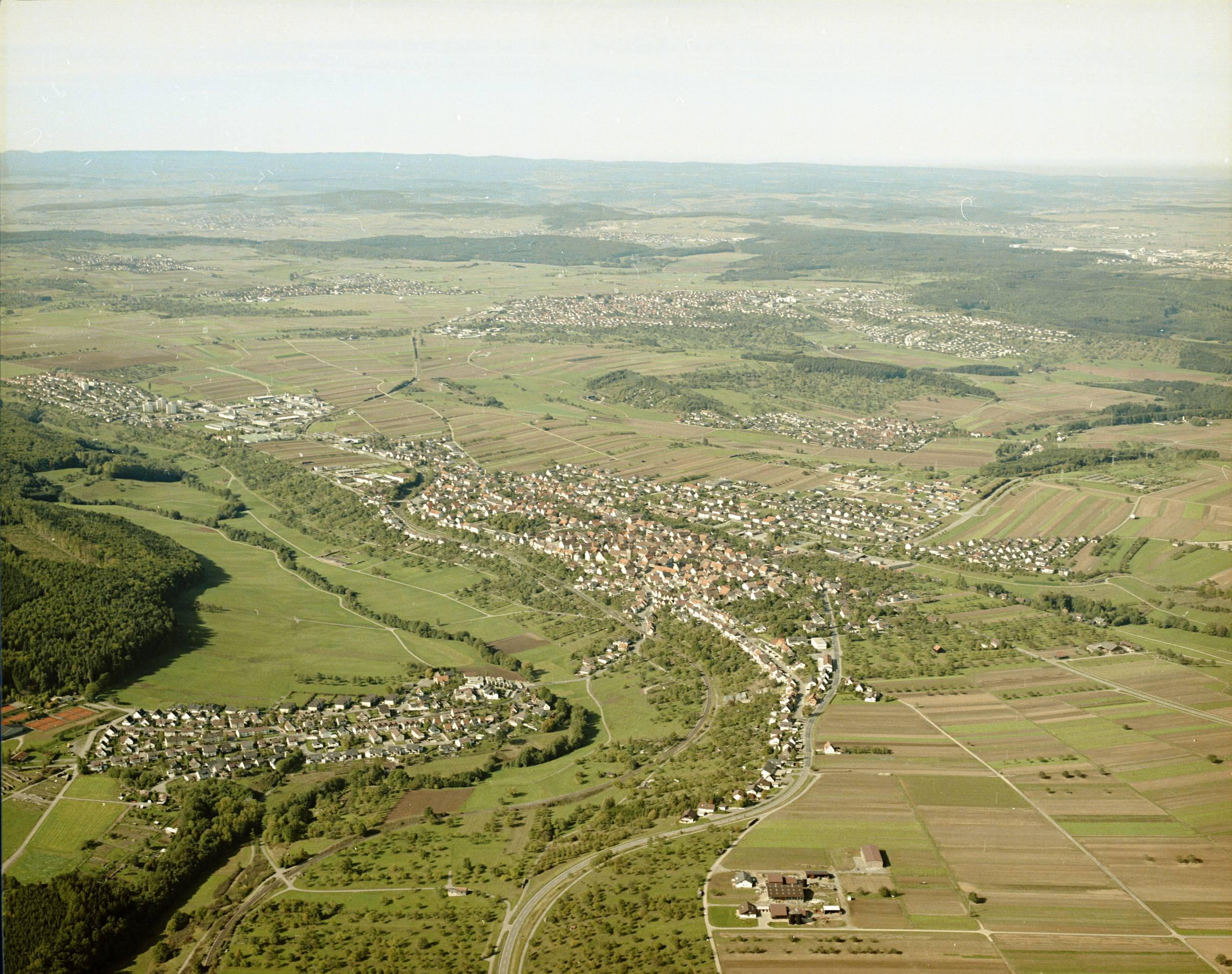
Weil aus der Luft von Südosten, 1983

### Lage
Weil im Schönbuch liegt auf der Schönbuchlichtung zwischen 432 und 487 Metern Höhe, rund 30 Kilometer südwestlich von Stuttgart, zwölf Kilometer südlich von Böblingen und etwa 15 Kilometer nördlich von Tübingen an der Bundesstraße 464 von Böblingen nach Tübingen am Nordrand des Naturparks Schönbuch. Etwa 44 % der Gemeindefläche besteht aus Wald.
Der alte Ortskern liegt auf einem in ost-westlicher Richtung verlaufenden Höhenrücken, der im Norden durch das Totenbach- und Seitenbachtal und im Süden durch das Schaichtal begrenzt wird. Das Dorf hat sich dann auf den flachen Nordhang und auch entlang des Höhenrückens ausgedehnt. Der steil abfallende Südhang blieb weitgehend unbebaut.

### Nachbargemeinden
Die Nachbargemeinden von Weil im Schönbuch sind, beginnend von Norden im Uhrzeigersinn: Schönaich, die Stadt Waldenbuch, Dettenhausen, der Ortsteil Bebenhausen der Stadt Tübingen, Altdorf und die Stadt Holzgerlingen.

### Gemeindegliederung
Weil im Schönbuch besteht aus den drei Ortsteilen Breitenstein, Neuweiler und Weil im Schönbuch. Die Ortsteile waren bis in die 1970er Jahre selbstständige Gemeinden gleichen Namens. Die Ortsteile bilden zudem Wohnbezirke und mit Ausnahme des Ortsteils Weil im Schönbuch Ortschaften im Sinne der baden-württembergischen Gemeindeordnung mit eigenem Ortschaftsrat und Ortsvorsteher. Zum Ortsteil Breitenstein gehört das Dorf Breitenstein. Zum Ortsteil Neuweiler gehören das Dorf Neuweiler und das Haus Eschmühle. Zum Ortsteil Weil im Schönbuch gehören das Dorf Weil im Schönbuch und die Häuser Obere Rauhmühle (PLZ 71111), Totenbachmühle und Untere Rauhmühle (PLZ 71111).

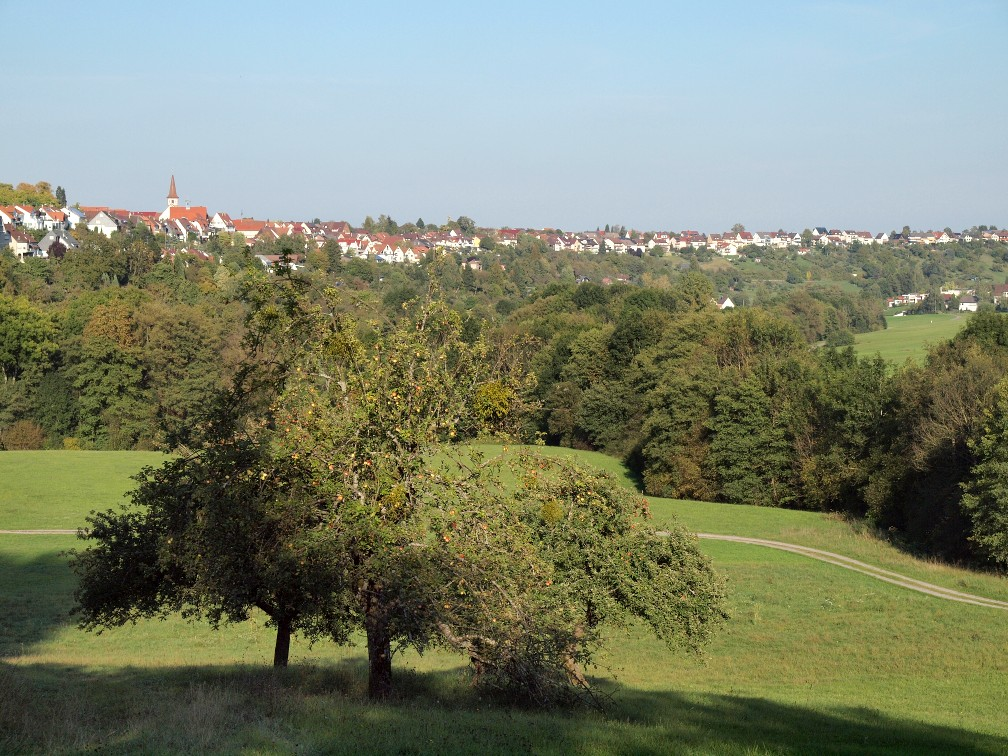
Ansicht von Süden über das Schaichtal

### Schutzgebiete
In Holzgerlingen liegen die Landschaftsschutzgebiete Glemswald, Gebietsteile um Breitenstein, Schönbuchrand vom Schaichhof bis Dettenhausen mit Schaich-, Ramsbachtal und Österhalde und Schönbuch. Die Gemeinde hat Anteil am FFH-Gebiet Glemswald und Stuttgarter Bucht sowie am FFH-Gebiet, am Vogelschutzgebiet und am Naturpark Schönbuch.

## Geschichte

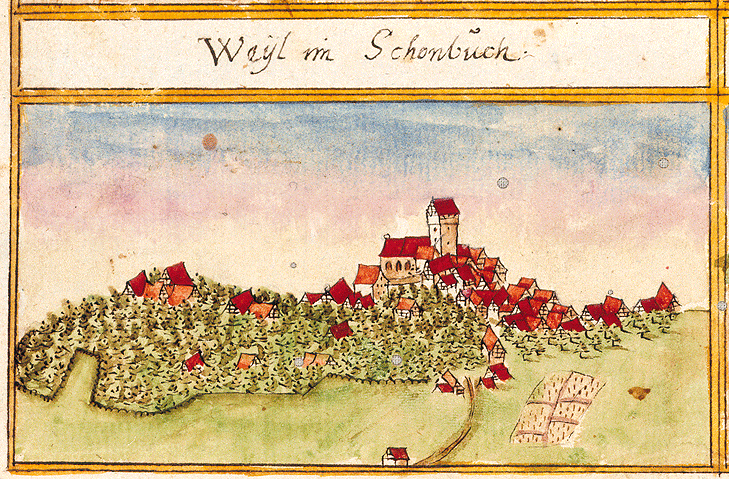
Weil im Schönbuch 1683/1685 im Kieserschen Forstlagerbuch

### Vorgeschichte, Antike und Mittelalter
Funde aus der Jungsteinzeit und der Bronzezeit belegen, dass Menschen schon seit langer Zeit im Gemeindegebiet lebten. Die erste Siedlung auf dem heutigen Gemeindegebiet legten die Römer Ende des ersten Jahrhunderts n. Chr. an. Die Ausgrabung einer Villa rustica (römischer Gutshof mit Wirtschaftsgebäuden und Kultstätte) bei der Totenbachmühle und weitere, beim Umbau der Martinskirche im Jahre 1904 entdeckte Spuren, belegen das. Der Name Weil könnte von der lateinischen villa abgeleitet sein.
Im 4. Jahrhundert haben sich Alemannen im ältesten Teil des Dorfes, dem heutigen Maierhof, angesiedelt. Ob die Siedlung seitdem ununterbrochen bestand, ist nicht sicher. Im Jahre 1087 erfolgte die erste urkundliche Erwähnung von Breitenstein. Rudolf von Breitenstein war ein Lehnsmann der Pfalzgrafen von Tübingen. 1188 wurde das Dorf als Weyl im Schaienbuch erstmals urkundlich erwähnt. Die Urkunde besagt, dass Pfalzgraf Rudolf I. von Tübingen seinen Teil des Dorfes dem von ihm ein Jahr zuvor gegründeten Kloster Bebenhausen schenkte. Seinem Bruder verblieb der Fronhof (Maierhof) mit den dazugehörenden Fronbauern. Gegen Ende des 13. Jahrhunderts war Weil im Schönbuch zusammen mit Breitenstein und dem 1295 erstmals erwähnten Neuweiler fast vollständig im Besitz des Klosters Bebenhausen.
In der Nacht vor der Bauernschlacht bei Böblingen am 12. Mai 1525 lagerte das schwäbische Bundesheer unter seinem Führer Georg Truchsess von Waldburg-Zeil im Seitenbach- und Totenbachtal in Weil im Schönbuch. Von hier aus zog er am frühen Morgen mit seinen Truppen nach Böblingen, um dort die Bauern vernichtend zu schlagen.

### Württembergische Zeit
Während der Reformationszeit wurde 1535 die Klostergrundherrschaft Bebenhausen aufgelöst, Weil im Schönbuch wurde württembergisch.
Am 9. April 1559, dem Kirchweihtag, wurde das ganze Dorf samt Kirche und Rathaus durch Brandstiftung vernichtet. Nur das etwas abseits stehende Pfarrhaus und der Pfleghof des Klosters Bebenhausen überstanden die Katastrophe. Der Brandstifter Enderlin Seytz wurde später in Hechingen gefasst, zum Tode verurteilt und hingerichtet.
Im Dreißigjährigen Krieg fielen am 8. September 1634 kaiserlich-katholische Truppen nach der Schlacht bei Nördlingen plündernd und mordend in Weil im Schönbuch ein und brachten auch die Pest mit. Fast ein Drittel der Dorfbevölkerung verlor ihr Leben in diesem Krieg.

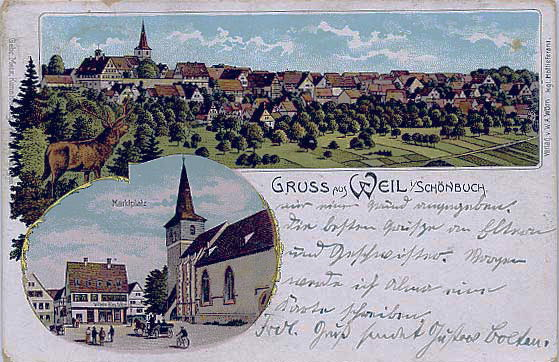
Weil im Schönbuch kurz vor 1900

Nach der Gründung des Königreichs Württemberg 1806 erfolgte die Neuordnung der Verwaltungsgliederung. Infolgedessen wurde das Klosteramt Bebenhausen aufgelöst und Weil im Schönbuch dem Oberamt Böblingen zugeordnet (nicht gleichzusetzen mit dem heutigen Landkreis Böblingen).
1850 hatte Weil im Schönbuch 2453 evangelische und 21 katholische Einwohner, die in 287 Haupt- und 165 Nebengebäuden lebten und arbeiteten. Damit war Weil nach Sindelfingen und Böblingen die drittgrößte Gemeinde im Oberamt Böblingen.

### NS-Zeit
Bei der Kreisreform während der NS-Zeit in Württemberg gelangte Weil im Schönbuch 1938 zum Landkreis Böblingen.
In den letzten Tagen des Zweiten Weltkrieges war Weil im Schönbuch am 21. und 22. April 1945 Schauplatz schwerer Kampfhandlungen zwischen deutschen und französischen Truppen. Es gab Tote unter der Bevölkerung und den Soldaten, 56 Gebäude wurden zerstört.

### Nachkriegszeit
1945 wurde der Ort Teil der Amerikanischen Besatzungszone und gehörte somit zum neu gegründeten Land Württemberg-Baden, das 1952 im jetzigen Bundesland Baden-Württemberg aufging.

### Eingemeindungen

#### Neuweiler
Neuweiler wurde am 1. Juli 1971 nach Weil im Schönbuch eingemeindet.

#### Breitenstein
Erstmals wird Breitenstein am 22. Juli 1087 urkundlich erwähnt. Bereits während der Hallstattzeit war der Ort jedoch besiedelt, was durch Grabhügel belegt ist. Breitenstein wurde gegen Ende des 14. Jahrhunderts vom Kloster Bebenhausen erworben. Der Name Breitenstein ist eventuell auf einen mächtigen Stubensandsteinbrocken zurückzuführen. Die Flurbezeichnung „Beim breiten Stein“ deutet darauf hin.
Im Zuge der Gemeindereform in Baden-Württemberg wurde die zuvor selbständige Gemeinde Breitenstein am 1. April 1972 in die Gemeinde Weil im Schönbuch eingegliedert. Breitenstein hat heute rund 1300 Einwohner.

### Einwohnerentwicklung
Die Einwohnerzahlen sind Volkszählungsergebnisse (rot gekennzeichnet) oder amtliche Fortschreibungen des Statistischen Landesamts (nur Hauptwohnsitze). Alle Zahlen ab 1871 stammen vom Statistischen Landesamt Baden-Württemberg, 1850 aus der Beschreibung des Oberamts Böblingen.

## Religionen

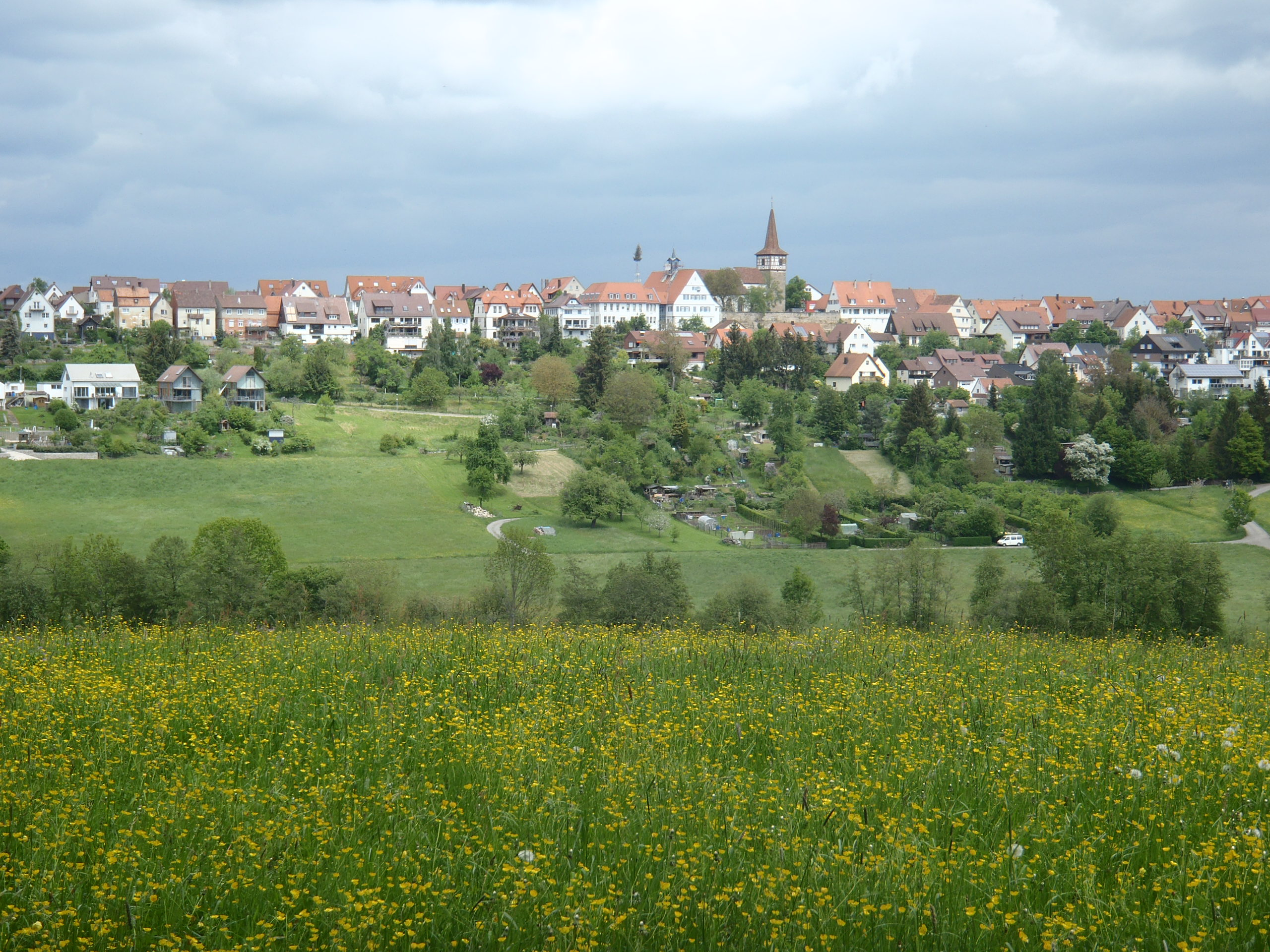
Weil im Schönbuch

Sowohl die evangelische Kirche mit ihrer Martinskirche als auch die katholische Kirche haben in Weil im Schönbuch Gemeinden, letztere im Verbund mit weiteren Orten der Schönbuchlichtung. Außerdem gibt es eine neuapostolische Gemeinde. Die islamische Bevölkerung unterhält keine eigene Versammlung.

## Politik

### Gemeinderat
In Weil im Schönbuch wird der Gemeinderat nach dem Verfahren der unechten Teilortswahl gewählt. Dabei wird die Zahl der Gemeinderäte durch Überhangmandate verändert. Der Gemeinderat in Weil im Schönbuch hat nach der letzten Wahl 21 Mitglieder (unverändert). Er besteht aus den gewählten ehrenamtlichen Gemeinderäten und dem Bürgermeister als Vorsitzendem. Der Bürgermeister ist im Gemeinderat stimmberechtigt. Die Kommunalwahl am 9. Juni 2024 führte zu folgendem vorläufigen Endergebnis.
| Parteien und Wählergemeinschaften | Parteien und Wählergemeinschaften               | % 2024  | Sitze 2024 | % 2019  | Sitze 2019 | Kommunalwahl 2024 %3020100 27,37 %22,98 %17,00 %18,90 %13,75 %n. k. % CDUWABUBWFWVGrüneSPDGewinne und Verlusteim Vergleich zu 2019 %p 4 2 0 −2 −4 −6 −8+2,32 %p+2,13 %p+0,06 %p+2,04 %p+0,02 %p−6,58 %pCDUWABUBWFWVGrüneSPD |
| CDU                               | Christlich Demokratische Union Deutschlands     | 27,37   | 6          | 25,05   | 5          | Kommunalwahl 2024 %3020100 27,37 %22,98 %17,00 %18,90 %13,75 %n. k. % CDUWABUBWFWVGrüneSPDGewinne und Verlusteim Vergleich zu 2019 %p 4 2 0 −2 −4 −6 −8+2,32 %p+2,13 %p+0,06 %p+2,04 %p+0,02 %p−6,58 %pCDUWABUBWFWVGrüneSPD |
| WAB                               | Wahlgemeinschaft Aktive Bürger                  | 22,98   | 5          | 20,85   | 4          | Kommunalwahl 2024 %3020100 27,37 %22,98 %17,00 %18,90 %13,75 %n. k. % CDUWABUBWFWVGrüneSPDGewinne und Verlusteim Vergleich zu 2019 %p 4 2 0 −2 −4 −6 −8+2,32 %p+2,13 %p+0,06 %p+2,04 %p+0,02 %p−6,58 %pCDUWABUBWFWVGrüneSPD |
| UBW                               | Unabhängige Bürgerliche Wählergemeinschaft      | 17,00   | 3          | 16,94   | 4          | Kommunalwahl 2024 %3020100 27,37 %22,98 %17,00 %18,90 %13,75 %n. k. % CDUWABUBWFWVGrüneSPDGewinne und Verlusteim Vergleich zu 2019 %p 4 2 0 −2 −4 −6 −8+2,32 %p+2,13 %p+0,06 %p+2,04 %p+0,02 %p−6,58 %pCDUWABUBWFWVGrüneSPD |
| FWV                               | Freie Wählervereinigung Weil im Schönbuch e. V. | 18,90   | 4          | 16,86   | 4          | Kommunalwahl 2024 %3020100 27,37 %22,98 %17,00 %18,90 %13,75 %n. k. % CDUWABUBWFWVGrüneSPDGewinne und Verlusteim Vergleich zu 2019 %p 4 2 0 −2 −4 −6 −8+2,32 %p+2,13 %p+0,06 %p+2,04 %p+0,02 %p−6,58 %pCDUWABUBWFWVGrüneSPD |
| GRÜNE                             | Bündnis 90/Die Grünen                           | 13,75   | 3          | 13,73   | 3          | Kommunalwahl 2024 %3020100 27,37 %22,98 %17,00 %18,90 %13,75 %n. k. % CDUWABUBWFWVGrüneSPDGewinne und Verlusteim Vergleich zu 2019 %p 4 2 0 −2 −4 −6 −8+2,32 %p+2,13 %p+0,06 %p+2,04 %p+0,02 %p−6,58 %pCDUWABUBWFWVGrüneSPD |
| SPD                               | Sozialdemokratische Partei Deutschlands         | –       | –          | 5,58    | 1          | Kommunalwahl 2024 %3020100 27,37 %22,98 %17,00 %18,90 %13,75 %n. k. % CDUWABUBWFWVGrüneSPDGewinne und Verlusteim Vergleich zu 2019 %p 4 2 0 −2 −4 −6 −8+2,32 %p+2,13 %p+0,06 %p+2,04 %p+0,02 %p−6,58 %pCDUWABUBWFWVGrüneSPD |
| gesamt                            | gesamt                                          | 100,0   | 21         | 100,0   | 21         | Kommunalwahl 2024 %3020100 27,37 %22,98 %17,00 %18,90 %13,75 %n. k. % CDUWABUBWFWVGrüneSPDGewinne und Verlusteim Vergleich zu 2019 %p 4 2 0 −2 −4 −6 −8+2,32 %p+2,13 %p+0,06 %p+2,04 %p+0,02 %p−6,58 %pCDUWABUBWFWVGrüneSPD |
| Wahlbeteiligung                   | Wahlbeteiligung                                 | 65,23 % | 65,23 %    | 62,08 % | 62,08 %    | Kommunalwahl 2024 %3020100 27,37 %22,98 %17,00 %18,90 %13,75 %n. k. % CDUWABUBWFWVGrüneSPDGewinne und Verlusteim Vergleich zu 2019 %p 4 2 0 −2 −4 −6 −8+2,32 %p+2,13 %p+0,06 %p+2,04 %p+0,02 %p−6,58 %pCDUWABUBWFWVGrüneSPD |

### Bürgermeister
Die letzte Wahl zum Bürgermeister war am 28. Juni 2020, Amtsinhaber Wolfgang Lahl wurde dabei mit 94 % der Stimmen im Amt bestätigt.
- 1960–1992: Paul Mast[11]
- 1992–2004: Andreas Brand
- seit 2004: Wolfgang Lahl[12]

### Wappen
| Wappen der Gemeinde Weil im Schönbuch | Blasonierung: „In Silber (Weiß) auf grünem Hügel zwei grüne Buchen, alles überdeckt durch einen springenden roten Hirsch mit goldenem (gelbem) Geweih.“                    |
| Wappen der Gemeinde Weil im Schönbuch | Wappenbegründung: Das Wappen weist auf den Schönbuch mit seinen Rotwildbeständen hin. Den Vorschlag der Archivdirektion nahm der Weiler Gemeinderat am 20. Januar 1931 an. |

Wappen der ehemals eigenständigen Gemeinden und heutigen Ortsteile

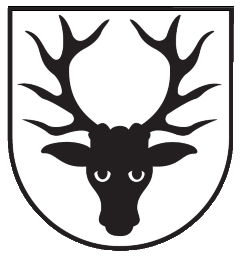
Breitenstein
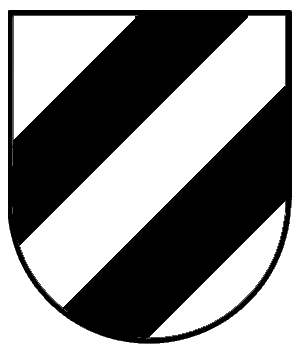
Neuweiler

### Gemeindepartnerschaft
Seit 1976 ist der Ortsteil Neuweiler mit Hennersdorf in Niederösterreich verbunden.

## Wirtschaft und Infrastruktur

### Verkehr
Weil im Schönbuch ist mit der Kreisstraße 1062 an die Bundesstraße 464 angeschlossen. Weitere Kreisstraßen stellen die Verbindung zu den Nachbarorten Holzgerlingen und Schönaich (K 1048), Waldenbuch (K 1050) und Dettenhausen (K 1062) her. Die Kreisstraße 1049 stellt die Verbindung zu den Ortsteilen Neuweiler und Breitenstein her, die K 1058 verbindet die Siedlung Roter Berg mit Weil im Schönbuch und der B 464.
Im Dezember 1996 wurde die Schönbuchbahn (Böblingen – Dettenhausen) wieder in Betrieb genommen. Drei Haltestellen in Weil im Schönbuch binden die Gemeinde über Böblingen an das Netz der S-Bahn Stuttgart an.

### Bildungseinrichtungen
- Gemeinschaftsschule Weil im Schönbuch (1. bis 10. Klasse)
- Grundschule Neuweiler (nur 1. und 2. Klasse)
- Grundschule Breitenstein (nur 1. und 2. Klasse)

## Kultur und Sehenswürdigkeiten

### Museen
Das Automuseum Wanner, alternativ auch Kraftfahrzeugmuseum Robert Wanner, stellt rund 50 alte Autos, 70 Motorräder und 12 Traktoren aus.

### Kulturdenkmale

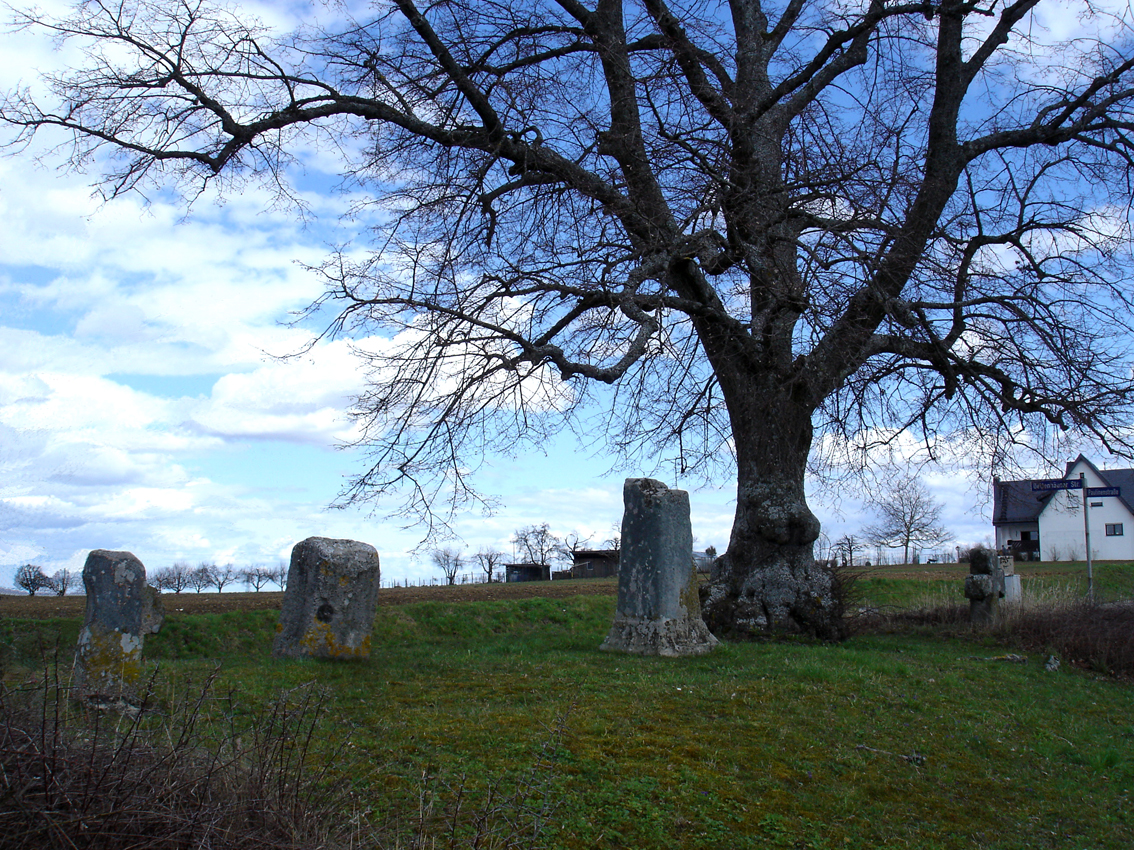
Gerichtsstätte „Unter den Linden“

- Die Ding- bzw. Gerichtsstätte der Grafschaft Glehuntare „Unter den Linden“ am östlichen Ortsausgang an der Ecke Dettenhäuser Straße (K 1062)/Paulinenstraße.[][15] Unter der als Naturdenkmal ausgewiesenen Gerichtslinde wurden zwei Sühnekreuze des 15. und 16. Jahrhunderts, ein Pfeilerfragment und ein neuzeitlicher Gerichtsstein zu einer Art Lapidarium zusammengestellt.[16] Die Anlage wurde 1954 hergerichtet.[17]

### Regelmäßige Veranstaltungen
Ein fester Bestandteil des Jahres ist mittlerweile auch das Seenachtsfest geworden, welches die Freiwillige Feuerwehr Weil im Schönbuch jedes Jahr am Feuerwehrsee in der Nähe des Ortskerns veranstaltet. Dieses Fest findet nun schon seit einigen Jahren immer am ersten Samstag im August statt (außer 2020).
Bis vor einigen Jahren fand überregional beachtet der „Sängerfasching“ des Gesangvereins statt.

### Sport
Im Sport ist Weil im Schönbuch vor allem durch das Kunstradfahren bekannt geworden. Die Weilerin Astrid Ruckaberle hält seit dem 20. Januar 2001 den deutschen Rekord im Einer-Kunstradfahren der Frauen.
Der größte Verein in der Gemeinde ist die Sportvereinigung Weil im Schönbuch e. V. (SpVgg) mit über tausend Mitgliedern. Die SpVgg ging 1968 aus den beiden Vorgängervereinen TSV und TV07 hervor. Mit Fußball, Turnen, Handball, Badminton, ProVit (Kurssparte), AH 2. Weg werden viele Aktivitäten angeboten. Die Herrenmannschaft Abteilung Fußball, ist am 9. Juni 2013 in die Bezirksliga Böblingen/Calw aufgestiegen.

### Musik
- Musikverein Original Schönbuchmusikanten Weil im Schönbuch, gegründet 1931.
 Der Verein hat eine Jugendkapelle und die Stammkapelle. Darüber hinaus werden sogenannte Beginners an die Musik herangeführt.
- Junges Streichorchester Weil im Schönbuch, gegründet 1995.
 Derzeit existieren drei Orchester: Kinderorchester, Jugendorchester und das Streichorchester sowie ein Cello-Ensemble. Insgesamt spielen in diesen Orchestern etwa 80 Kinder, Jugendliche und junge Erwachsene.
- Harmonika-Freunde Weil im Schönbuch, gegründet 1964.
 Der Verein bietet Akkordeon-, Gitarren- und Keyboard-Unterricht an. Für die ganz jungen Kinder gibt es einen Musikgarten und die Musikalische Früherziehung. Neben dem Unterricht wird in Orchestern musiziert. Die mit den Grundschulen Weil und Breitenstein bestehende Kooperation im Zuge der Ganztagsbetreuung an Schulen soll ebenfalls dazu beitragen, das Musikleben in der Gemeinde zu beleben.
- b!cause ist ein Chor, gegründet 1981.
 Derzeit ca. 35 Sänger pflegen ein Repertoire aus den Bereichen der Gospel-, Pop- und Soulmusik.
- Gesangverein Weil im Schönbuch, gegliedert in gemischten Chor und Seven Eleven
- Posaunenchor Weil im Schönbuch

## Persönlichkeiten
- Ernst Valentin von Strebel (1846–1927), Pflanzenbauwissenschaftler und Agrarökonom, Direktor der Landwirtschaftlichen Hochschule Hohenheim 1897–1912. * 5. September 1846 in Weil im Schönbuch; † 24. September 1927 in Stuttgart
- Karl Lausterer, (1862–1941), Oberamtmann
- Erich Hartmann (1922–1993), Jagdflieger und Offizier der Wehrmacht und der Bundeswehr
- Christof Mauch (* 1960), Historiker und Professor an der LMU München, lebte mit Unterbrechungen von 1960 bis 1994 in Weil im Schönbuch
- Florian Toncar (* 1979), Politiker (FDP), von 2005 bis 2013 und wieder seit 2017 Mitglied des Deutschen Bundestages, wuchs in Weil im Schönbuch auf
- Astrid Ruckaberle (* 1980), Kunstradfahrerin, (Deutsche Meisterin 1993, 1995, 1997, 1999, 2000, 2001 und 2003, Europameisterin 1995, 1996 und 1997, Weltmeisterschaftsdritte 1998 und 1999, Vizeweltmeisterin 2002, Weltmeisterin 2000, 2001 und 2003)
- Gerhard Wörn (* 27. Januar 1957 in Weil im Schönbuch) ist ein ehemaliger deutscher Fußballspieler
- Michael Nagel (* 1970), Wirtschafts- und Sozialwissenschaftler sowie Hochschullehrer, wuchs in Weil im Schönbuch auf